# Aleksandr Chachałow
Aleksandr Uładajewicz Chachałow (ros. Александр Уладаевич Хахалов, ur. 27 maja 1909 w ułusie Chandała w obwodzie zabajkalskim, zm. 2 maja 1970 w Moskwie) – radziecki i buriacki polityk, I sekretarz Buriacko-Mongolskiego Komitetu Obwodowego WKP(b)/KPZR (1951-1960), przewodniczący Prezydium Rady Najwyższej Buriackiej ASRR (1960-1970).
Od maja 1928 do października 1930 zastępca przewodniczącego komuny rolniczej, od 1929 w WKP(b), kierownik wydziału agitacyjno-propagandowego kabańskiego komitetu WKP(b), zastępca przewodniczącego komuny rolniczej, kierownik czytelni we wsi Tworogowo w Buriacko-Mongolskiej ASRR. Od października 1930 do maja 1932 kierownik wydziału agitacyjno-masowego rejonowego komitetu WKP(b), od maja do października 1932 instruktor wydziału organizacyjnego Buriacko-Mongolskiego Komitetu Obwodowego WKP(b), od października 1932 do stycznia 1938 kierownik wydziału rolnego i zastępca redaktora gazety „Buriat-Mongolskaja prawda”, od stycznia do sierpnia 1938 dyrektor stanicy maszynowo-traktorowej, od sierpnia do października 1938 II sekretarz, a od października 1938 do marca 1940 I sekretarz rejonowego komitetu WKP(b). Od 15 marca 1940 do 26 lutego 1945 II sekretarz Buriacko-Mongolskiego Komitetu Obwodowego WKP(b), 1945-1947 słuchacz Wyższej Szkoły Partyjnej przy KC WKP(b), od 1947 do lipca 1948 inspektor Zarządu Kadr KC WKP(b), od lipca 1948 do marca 1951 instruktor Wydziału Organów Partyjnych, Związkowych i Komsomolskich KC WKP(b). Od 16 marca 1951 do 24 listopada 1960 I sekretarz Buriacko-Mongolskiego Komitetu Obwodowego WKP(b)/KPZR, od 14 października 1952 do 17 października 1961 zastępca członka KC KPZR, od 24 listopada 1960 do śmierci przewodniczący Prezydium Rady Najwyższej Buriackiej ASRR. Deputowany do Rady Najwyższej ZSRR 4 i 5 kadencji. Pochowany w Ułan Ude.

## Odznaczenia
- Order Lenina
- Order Czerwonego Sztandaru Pracy (trzykrotnie)
- Order „Znak Honoru”